# Jean II de Brandebourg
Pour les articles homonymes, voir Jean II.
Jean II, né vers 1237(?) et mort le 10 septembre 1281, est un prince de la maison d'Ascanie, fils aîné du margrave Jean Ier de Brandebourg et de Sophie de Danemark. Il est margrave de Brandebourg aux côtés de ses frères Othon IV et Conrad Ier de 1266 à sa mort.

## Biographie
Jean II est le fils aîné de Jean Ier (v.1213-1266), margrave de Brandebourg avec son frère cadet Othon III depuis 1220, et de sa première épouse Sophie de Danemark (1217-1247), fille du roi Valdemar II de Danemark. À la mort du margrave Jean Ier en 1266, quatre de ses fils lui succèdent conjointement: le second Othon IV fut le frère prédominant, lorsque Jean II établit sa résidence à Crossen en Basse-Silésie, Conrad Ier choisit Landsberg en Nouvelle-Marche, et le dernier Henri Ier est resté « sans Terre ». 

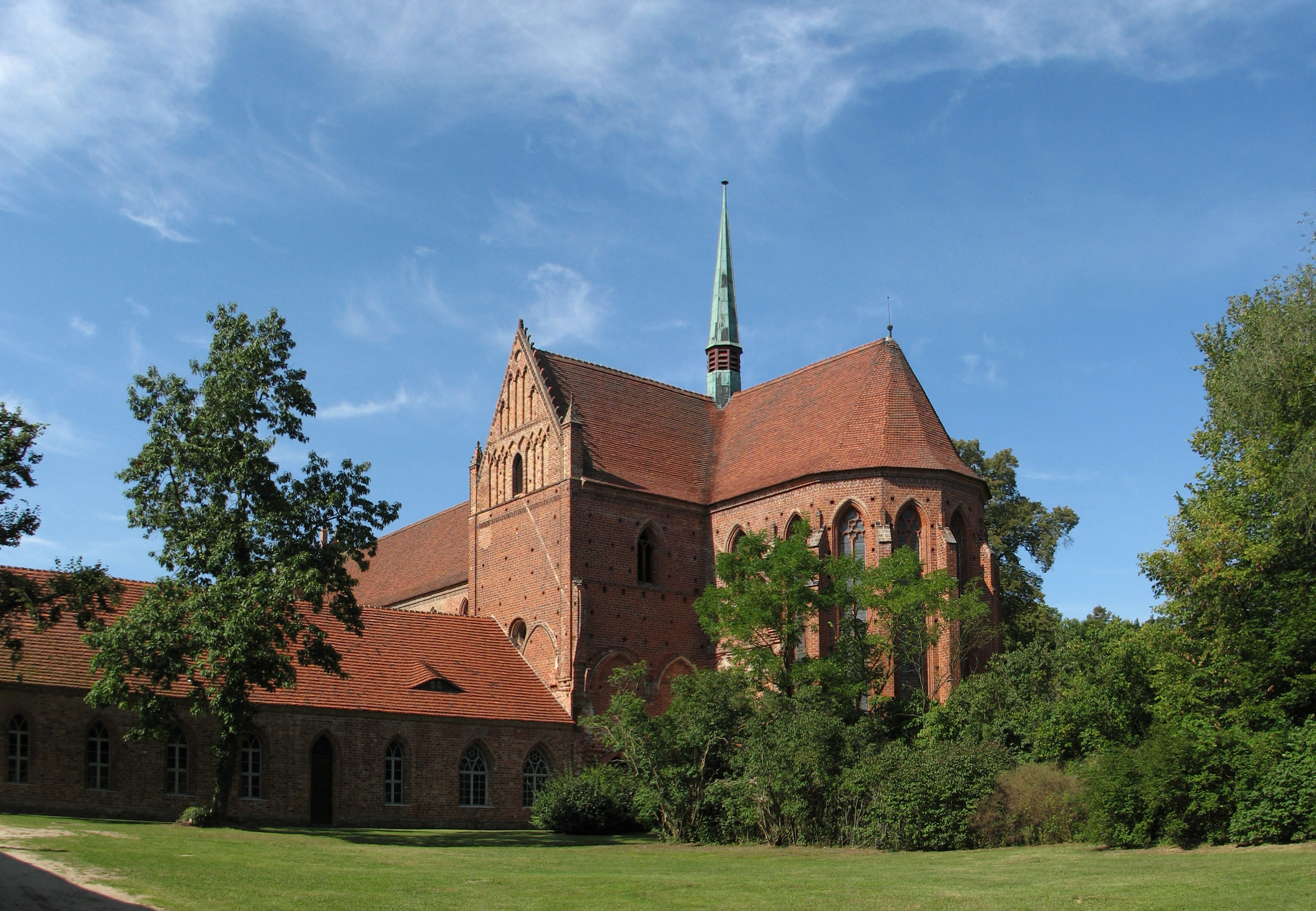
Abbaye de Chorin.

Il n'existe que très peu d'informations concernant son règne. La majeure partie de ce que l'on connaît de Jean II se rapporte à l'abbaye cistercienne, fondée en 1258 par son père Jean Ier sur le lac Marie (Mariensee), où sont inhumés les margraves de la lignée johannique de Brandebourg-Stendal. En 1273, les trois frères, Jean II, Othon IV et Conrad Ier, publient une déclaration commune confirmant le transfert du monastère à l'abbaye de Chorin.
Le fils aîné, Jean II participe à l'élection de Rodolphe de Habsbourg en tant que nouveau roi des Romains le 1er octobre 1273 à Francfort-sur-le-Main.

## Union et postérité
En 1256, Jean II est fiancé avec l'Infante Béatrice (1254-1286), fille du roi Alphonse X de Castille et de son épouse Yolande d'Aragon. Ces fiançailles sont organisées par Alphonse X pour obtenir le soutien du Brandebourg à sa candidature au trône du roi des Romains. Ce projet demeure sans suite.
En 1258/1262, il épouse Hedwige de Werle († 9 septembre 1287), fille de Nicolas Ier de Mecklembourg-Werle seigneur de Rostock et de son épouse Jutta d'Anhalt dont il a deux enfants :
- Jean IV de Brandebourg (né vers 1259/1270 - † 1292), inhumé dans la cathédrale d'Havelberg. Chanoine à Magdebourg en 1290. Élu évêque d'Havelberg en 1290 par le chapitre, il n'obtient pas la confirmation pontificale de Nicolas IV le 5 décembre 1290 du fait de sa jeunesse et le pape désigne son oncle Hermann de Brandebourg († 1291) ;
- Conrad (né en 1260/81 - † entre fin 1308/14 août 1319, inhumé à Stendal).

## Source
- Anthony Stokvis, Manuel d'histoire, de généalogie et de chronologie de tous les États du globe, depuis les temps les plus reculés jusqu'à nos jours, préf. H. F. Wijnman, éditions Brill Leyde 1890-1893, réédition 1966, volume III, chapitre VIII « Généalogie des Margraves de Brandebourg. Maison d'Ascanie » . Tableau généalogique n° 7.